# 斯普林萊克海茨 (新澤西州)
斯普林萊克海茨（英語：Spring Lake Heights）是位於美國新澤西州蒙茅斯縣的自治市鎮。

## 人口
根據2020年美國人口普查的數據，斯普林萊克海茨的面積為3.43平方千米，當中陸地面積為3.35平方千米，而水域面積為0.08平方千米。當地共有人口4890人，而人口密度為每平方千米1,426人。